# Punnin Kovapitukted
Punnin Kovapitukted (* 5. Februar 2003) ist eine thailändische Tennisspielerin.

## Karriere
Punnin spielt überwiegend Turniere auf der ITF Women’s World Tennis Tour, bei denen sie bislang zwei Einzel- und 15 Doppeltitel gewonnen hat.
Ihr erstes Turnier auf der WTA Tour spielte sie bei den GSB Thailand Open 2020, wo sie eine Wildcard für die Qualifikation erhielt. Sie verlor dort aber bereits in der ersten Runde gegen Ulrikke Eikeri mit 6:71 und 1:6.

## Turniersiege

### Einzel
| Nr. | Datum            | Turnier       | Kategorie | Belag     | Finalgegnerin          | Ergebnis       |
| --- | ---------------- | ------------- | --------- | --------- | ---------------------- | -------------- |
| 1.  | 20. Februar 2022 | Gurugram      | ITF W15   | Hartplatz | Vaidehi Chaudhari      | 6:1, 6:2       |
| 2.  | 3. August 2025   | Nakhon Pathom | ITF W35   | Hartplatz | Patcharin Cheapchandej | 3:6, 7:64, 6:1 |

### Doppel
| Nr. | Datum              | Turnier             | Kategorie   | Belag             | Partnerin              | Finalgegnerinnen                                  | Ergebnis          |
| --- | ------------------ | ------------------- | ----------- | ----------------- | ---------------------- | ------------------------------------------------- | ----------------- |
| 1.  | 12. Oktober 2019   | Hua Hin             | ITF $15.000 | Hartplatz         | Patcharin Cheapchandej | Kang Jiaqi Tamarine Tanasugarn                    | 6:3, 6:4          |
| 2.  | 9. Oktober 2021    | Scharm asch-Schaich | ITF W15     | Hartplatz         | Bai Zhuoxuan           | Ashmitha Easwaramurthi Rebeka Stolmár             | 6:0, 6:4          |
| 3.  | 30. Oktober 2021   | Scharm asch-Schaich | ITF W15     | Hartplatz         | Bai Zhuoxuan           | Eudice Chong Wong Hong-yi                         | 4:6, 6:2, [10:7]  |
| 4.  | 27. November 2021  | Kairo               | ITF W15     | Sand              | Bai Zhuoxuan           | Yekaterina Dmitrichenko Antonia Schmidt           | 6:3, 7:61         |
| 5.  | 12. Februar 2022   | Jhajjar             | ITF W15     | Sand              | Anna Ureke             | Vaidehi Chaudhari Mihika Yadav                    | 7:5, 6:3          |
| 6.  | 26. Februar 2022   | Ahmedabad           | ITF W15     | Sand              | Anna Ureke             | Sharmada Balu Sravya Shivani Chilakalapudi        | 6:3, 6:1          |
| 7.  | 15. Oktober 2022   | Hua Hin             | ITF W25     | Hartplatz         | Sofia Costoulas        | Risa Ushijima Wi Hwui-won                         | 6:1, 6:2          |
| 8.  | 25. Februar 2023   | Gurugram            | ITF W15     | Hartplatz         | Zeel Desai             | Shrivalli Rashmikaa Bhamidipaty Vaidehi Chaudhari | 6:2, 6:2          |
| 9.  | 27. Mai 2023       | Goyang              | ITF W25     | Hartplatz         | Luksika Kumkhum        | Guo Hanyu Tang Qianhui                            | 6:3, 1:6, [10:6]  |
| 10. | 9. September 2023  | Nakhon Si Thammarat | ITF W25     | Hartplatz         | Tang Qianhui           | Misaki Matsuda Naho Satō                          | 7:62, 1:6, [10:3] |
| 11. | 14. Oktober 2023   | Hua Hin             | ITF W15     | Hartplatz         | Patcharin Cheapchandej | Sun Yifan Zhang Jin                               | 7:62, 7:5         |
| 12. | 13. Juli 2024      | Nakhon Si Thammarat | ITF W15     | Hartplatz         | Patcharin Cheapchandej | Monique Barry Alicia Smith                        | 6:3, 6:1          |
| 13. | 14. September 2024 | Singapur            | ITF W15     | Hartplatz (Halle) | Tiphanie Lemaître      | Yui Chikaraishi Mei Hasegawa                      | 6:4, 6:1          |
| 14. | 22. März 2025      | Nonthaburi          | ITF W15     | Hartplatz         | Kim Na-ri              | Patcharin Cheapchandej Kamonwan Yodpetch          | 6:4, 6:75, [10:7] |
| 15. | 29. März 2025      | Nonthaburi          | ITF W15     | Hartplatz         | Kim Na-ri              | Lunda Kumhom Kamonwan Yodpetch                    | 6:3, 6:0          |